# Zoji La
Zoji La (hind. ज़ोजि ला lub ज़ोजि दर्रा) – przełęcz górska w Himalajach o wysokości 3528 m. Leży w Indiach, w stanie Dżammu i Kaszmir. Przełęcz łączy miasta Leh i Śrinagar. Stanowi też dogodne przejście z Ladakhu do Kaszmiru.